# Helena Alexandrowna Timofejew-Ressowski
Helena Alexandrowna Timofejew-Ressowski (russisch Еле́на Александровна Тимофеев-Ресовский, wiss. Transliteration Eléna Aleksandrovna Timofeev-Resovskij; * 9. Junijul. / 21. Juni 1898greg. in Moskau; † 29. April 1973 in Obninsk) war eine russische Genetikerin. Sie war mit dem russischen Genetiker Nikolai Timofejew-Ressowski verheiratet. Das Ehepaar führte ein gemeinsames Forscherleben. Trotz gemeinsamer Forschungen und zahlreicher gemeinsamer Veröffentlichungen geriet Helena Timofejew mit den Jahren zunehmend in der Scientific Community in den wissenschaftlichen Schatten ihres Mannes. Neben biografischen Daten stellt dieser Artikel die schwächer werdende wissenschaftliche Wahrnehmung von Helena Timofejew gegenüber ihrem Mann Nikolai dar. Die Wissenschaftshistorikerinnen Helga Satzinger und Annette Vogt gehen davon aus, dass der qualitative Anteil an den genetischen Timofejew-Forschungsergebnissen von Helena zu dem Anteil ihres Mannes Nikolai deutlich zu gering eingeschätzt wird und wesentlich höher veranschlagt  werden muss.

## Familie, Jugend, Studentenzeit
Begebenheiten aus Jugend, Familie und Studentenzeit von Helena Timofejew-Ressowski sind nur aus den Erinnerungen, die ihr Mann Nikolai aufzeichnete, bekannt. Sie wurde am 21. Juni 1898 als Helena Alexandrowna Fidler in Moskau geboren. Väterlicherseits hatte sie deutsche Vorfahren. Die Familie war assimiliert. Ihr Vater Aleksandr Fidler (auch Fiedler) betrieb ein privates Mädchengymnasium in Moskau. Von ihrer Mutter ist nichts bekannt. Von neun Kindern, sieben Töchtern und zwei Söhnen, war Helena eine der jüngsten. Mehrere ihrer älteren Schwestern studierten, die älteste wählte Musikwissenschaften als Studienfach, drei andere Schwestern wurden Chemikerinnen. Helena wuchs wohlbehütet in einer gutsituierten Familie auf und erhielt eine ausgezeichnete Schulbildung. Im Mai 1917 beendete sie das Alferovskij-Gymnasium in Moskau.
Sie begann mit dem Studium der Biologie und Zoologie unter anderem bei Nikolai Konstantinowitsch Kolzow.  Dieser galt bei Zeitgenossen als der beste russische Zoologe. Die Ausbildung bei Kolzow war denkbar breit und gründlich. Die klassischen Fächer Zoologie und vergleichenden Morphologie wurden ebenso gelehrt wie neu
entstehende Gebiete der experimentellen Biologie. Neben Laborarbeit mussten die Studenten auch ökologische Beobachtungen und Experimente unter Freilandbedingungen durchführen. Darüber hinaus mussten sie sich mit Erkenntnistheorie beschäftigen.
Mitten in Helena Fidlers Studium brachen die gewaltigen politischen Erschütterungen herein, die Russland veränderten und die 1922 zur Gründung der UdSSR führten, deren Bürgerin sie wurde und zeitlebens blieb. Den Bürgerkrieg erlebte sie hautnah, da sie sich Anfang der 1920er Jahre auf einer Expedition im Süden des damaligen Russland befand. An der Universität Simpferopol auf der Krim hatte sie das Glück, die besten Professoren aus Moskau hören zu können, die dorthin aus dem hungernden zentralrussischen Teil geflüchtet waren. Hier machte sie die Bekanntschaft mit dem Geologen Wladimir Iwanowitsch Wernadski, der nach 1947 aufgrund seiner ökologischen Vorstellungen für sie und ihren späteren Ehemann große wissenschaftliche Bedeutung erlangen sollte.

## Unkonventioneller Berufseinstieg
Nach Moskau zurückgekehrt lernte sie am Institut Kolzows den zwei Jahre jüngeren Studenten Nikolai Timofejew-Ressowski kennen. Sie heirateten kurze Zeit später im Mai 1922. Am 11. September 1923 wurde ihr erster Sohn Dmitri, genannt Foma, in Moskau geboren. Beide Eltern waren jung und befürworteten die neue Rolle der Frau. Helena arbeitete als Biologin weiter und wollte nicht nur die Mutter ihres kleinen Sohn sein. Ohne Studienabschluss, der nach der Revolution als „bürgerlich“ betrachtet wurde, arbeiteten beide in der Abteilung Genetik des Moskauer Institut für experimentelle Biologie unter der Leitung von Sergei Sergejewitsch Tschetwerikow. Hermann Joseph Muller hatte 1922 bei einem Besuch diese Genetiker-Arbeitsgruppe etabliert und Zuchtstämme der Fruchtfliege Drosophila melanogaster in die UdSSR gebracht, mit denen seit 1910 die Arbeitsgruppe von Thomas Hunt Morgan Vererbungsvorgänge untersuchte. Im Unterschied zu den US-Amerikanern benutzte die Gruppe Tschetwerikow die Kreuzungsexperimente, um Fragen nach der Vererbung und der Entstehung von Arten im Laufe der Evolution nachzugehen. Die Gruppe legte damit wichtige  Grundsteine für die Synthetische Evolutionstheorie.

## Die Berliner Jahre

### Das Kaiser-Wilhelm-Institut für Hirnforschung
Anfang der 1920er Jahre weilte der Berliner Hirnforscher Oskar Vogt mehrfach in Moskau. Er suchte für sein Institut, das Kaiser-Wilhelm-Institut (KWI) für Hirnforschung, junge Wissenschaftler, die sowohl Insektensystematik als auch Genetik beherrschten. Er hatte gute Kontakte zum damaligen Volkskommissar für das Gesundheitswesen der UdSSR Nikolai  Aleksandrovic Semascko. Letzterer schlug ihm das Ehepaar Timofejew-Ressowski für die anstehende wissenschaftliche Aufgabe vor. Helena und Nikolai Timoféeff-Ressovsky gingen mit ihrem Sohn nach Berlin, wo beide eine Zeit lang in Vogts Institut arbeiten sollten. Keiner ahnte, dass dieser Berlin-Aufenthalt sich auf 20 Jahre ausdehnen würde. Im Tätigkeitsbericht des KWI von 1925 heißt es: „Einen weiteren Ausbau erfuhr dann die Genetische Abteilung. […] Außerdem haben Herr und Frau Dr. TIMOFEEFF aus Moskau an der […] Drosophila bestimmte Fragen systematisch in Arbeit genommen.“ Die Arbeitsbedingungen am KWI in den 1920er Jahren waren phantastisch: „Die Atmosphäre am Institut war […] kosmopolitisch. […] Ausländische Wissenschaftler und Wissenschaftlerinnen arbeiteten häufig am Institut, gesprochen wurde deutsch, französisch und russisch. Die genetische Abteilung wurde eine „russische Kolonie“, aber Elena und Nikolai Timoféeff-Ressovsky sprachen und schrieben auch deutsch.“

### Mutationsexperimente
Am 9. April 1927 gebar Helena Timofejew-Ressowski ihren zweiten Sohn Andrei. 1927 fand der 5. Internationale Genetik-Kongress in Berlin statt. Muller stellte seine neue und biologiegeschichtlich folgenreiche Methode vor, mit Röntgenstrahlen bei Drosophila experimentell neue,  erbliche  Eigenschaften  zu
erzeugen. Helena und Nikolai Timofejew übernahmen diese Methode umgehend und entwickelten den Arbeitsschwerpunkt Mutationsforschung, der in der Folge den Forscherruhm beider in den 1930er Jahren begründete. Helena und Nikolai Timofejew bekamen Forscherzuwachs im Genetik-Institut des KWI. Statt Theodosius Dobzhansky, der nicht abkömmlich war, kam Sergei Romanowitsch Zarapkin mit seiner Frau Aleksandra Sergeevna nach Berlin. Die promovierte Biologin Estera Tenenbaum kam 1929 an die genetische Abteilung, musste aber bereits 1934 emigrieren. Hermann Joseph Muller arbeitete ebenfalls Anfang der 1930er Jahre an besagtem KWI-Institut.
Die Timofejew-Ressowskis hielten den Kontakt zu ihrem ehemaligen Institut in Moskau aufrecht und veröffentlichten einen Teil ihrer Berliner Arbeiten in sowjetischen Zeitschriften. Bis 1929 schien der Aufbau einer wissenschaftlichen deutsch-sowjetischen Zusammenarbeit vor allem in Hinsicht auf die Populationsgenetik
erfolgversprechend. Nikolai wurde in diesem Jahr Leiter der Abteilung für experimentelle Genetik. Helena blieb Assistentin. Zwischen 1925 und 1933 publizierten die  Timofejews über 36 Aufsätze in deutschsprachigen, russischen, englischen und US-amerikanischen Fachzeitschriften.

### Geschlechtsspezifische Bevor- und Benachteiligungen
Zwischen Helena und Nikolai Timofejew-Ressowski entwickelte sich inner- und außerhalb des Labors eine geschlechtsspezifische Arbeitsteilung. Helena war immer
im Labor tätig und trug die Hauptlast der Erziehung ihrer beiden Söhne. Nikolai Timofejew selbst berichtete davon, dass es seine Frau war, die versuchte, das Geld zusammenzuhalten, das er, wenn er alleine zu  Kongressen oder Vorträgen fuhr, reichlich ausgab. Das Klima am Berliner Institut für Genetik änderte sich durch die Machtübernahme der Nationalsozialisten drastisch. Helena musste dem Druck gegen das sogenannte Doppelverdienertum, mit dem die Nationalsozialisten
die Beschäftigung von verheirateten Frauen beenden wollten, nachgeben und ihre Stelle offiziell aufgeben. Sie schied offiziell als Assistentin aus, arbeitete
aber weiterhin im Laboratorium ihres Mannes. Während Nikolai Timofejew bis 1938 seine Position als Wissenschaftler auch noch bei den Nationalsozialisten stärken konnte, verschlechterte sich die Position seiner Frau Helena zusehends. Sie war nur noch mitarbeitende Ehefrau, ohne formalen Status und akademischen Titel, was der Wahrnehmung ihrer Arbeiten und deren Bedeutung abträglich war. Zudem blieb sie unter der Wissenschaftsbedingungen der Nationalsozialisten als Koautorin wohl einfach oft unerwähnt.

### Einflüsse der Politik
1937 forderte die russische Botschaft in Berlin die Rückkehr des Ehepaares Timofejew-Ressowski. Russische Genetikerkollegen wie der bereits genannte Kolzow und der Botaniker Nikolai Wawilow warnten das Ehepaar Timofejew vor möglichen Deportationen nach Sibirien bei einer Rückkehr nach Russland. Lyssenkos neolamarckistische Erblehre war unter Stalin salonfähig geworden. Anhänger der klassischen Genetik wurden in der Sowjetunion unter der Ägide Stalins als Mendelisten, Weismannisten und Morganisten verunglimpft und als Dissidenten in Lager verbracht. In Berlin dagegen wurde Nikolai Timofejews Forschergruppe als selbständige Abteilung im KWI etabliert und aufgewertet. Er selbst wurde Wissenschaftliches Mitglied des KWI. Darüber hinaus wurde Nikolai Timofejew 1940 zum Mitglied der Deutschen Akademie der Naturforscher Leopoldina gewählt. Die wesentlich auf atomphysikalischen Verfahren und Theorien beruhende Mutationsforschung führte zur Zusammenarbeit Timofejews mit einer Reihe jüngerer Physiker wie Max Delbrück, Karl Günther Zimmer, Pascual Jordan, Friedrich Möglich und Robert Rompe. Alle diese Physiker erlangten nach 1945 in ihren Herkunftsländern bedeutenden wissenschaftlichen Einfluss. Es hat den Anschein, als hätte sich Nikolai Timofejew in eine ausschließlich von Männern beherrschte Forscherdomäne begeben, die Apparatebau und physikalisch-theoretische Diskussionen erforderte, während seine Frau Helena mit der Planung und Durchführung von Kreuzungsexperimenten im Labor die weniger spektakuläre und weniger öffentlichkeitswirksame Arbeit verrichtete.

### Der Zweite Weltkrieg für die Timofejews
Mit dem Angriff Hitler-Deutschlands auf die Sowjetunion am 22. Juni 1941 veränderte sich schlagartig die Situation von Helena und Nikolai Timofejew. Äußerlich gerieten sie in Berlin in die Rolle feindlicher Ausländer, psychisch gerieten sie in Loyalitätskonflikte. Sie waren gegenüber ihrem Staat, der Sowjetunion, loyal, betrieben aber auf der deutschen Gegenseite kriegswichtige Forschung. Ihr mittlerweile 18-jähriger Sohn Dmitri wurde 1942 ins KZ Mauthausen verschleppt und dort am 1. Mai 1945 umgebracht. Er hatte als führendes Mitglied einer Gruppe junger Menschen Widerstand gegen die Nationalsozialisten geleistet und organisiert. Das Ehepaar Timofejew half ungeachtet der Verhaftung ihres Sohnes – Von seinem Tod erfuhren sie erst viel später. – gefährdeten Personen, wie jüdischen Mitbürgern, Kriegsgefangenen und Zwangsarbeitern. Nicht zuletzt die Hoffnung, Sohn Dmitri wieder lebend zu sehen, veranlasste das Ehepaar Helena und Nikolai Timofejew in Berlin zu bleiben, während alle anderen Mitarbeiter des KWI-Institutes die Stadt vor der vorrückenden russischen Armee gegen Westen verließen.

## Die Nachkriegszeit
Nikolai Timofejew wurde wegen der 1937 nicht erfolgten Rückkehr in die Sowjetunion im Oktober 1945 zunächst verhaftet und in ein Lager nach Kasachstan verbracht. Nach einem Jahr kam er frei und leitete dann eine Forschungsabteilung innerhalb des sowjetischen Atomprojektes im Ural. Inhaltlich ging es um die Erforschung der Strahlungsfolgen auf Lebewesen. Helena Timofejew verblieb in Berlin. Sie wusste weder, wohin man ihren Mann verbracht hatte, noch was mit ihrem Sohn passiert war. Sie meisterte ihr Leben zeitweise mit Care-Paketen von US-amerikanischen Genetikerkollegen wie Hermann Joseph Muller und Milislav Demerec. 1947 erhielt Helena Timofejew ein Lebenszeichen von ihrem Mann und folgte ihm mit Sohn Andrei in den Ural. Alle mittlerweile erhaltenen Nachrichten über Sohn Dmitri liefen darauf hinaus, dass dieser das KZ Mauthausen nicht überlebt hatte. Ab 1947 arbeitete das Paar dann wieder in einer von Nikolai Timofejew geleiteten Forschungsabteilung im Ural. Die Aufgabenstellung innerhalb des russischen Atomprojektes und die dadurch bedingte absolute Geheimhaltung führte dazu, dass über die Forschungen des Ehepaares von 1947 bis 1956 inhaltlich nichts Greifbares bekannt wurde.
Außerhalb der Sowjetunion wurden in dieser Zeit bisher unveröffentlichte Artikel Nikolai Timofejews zur Veröffentlichung gebracht, die er vor 1945 unter anderem mit dem Ornithologen Erwin Stresemann (Über das evolutionsbiologische Problem der Artentstehung der Silbermöwe) oder mit Karl Günther Zimmer (Das Trefferprinzip in der Biologie) verfasst hatte. Wer mit welcher Motivation solche Artikel zu diesem Zeitpunkt zur Veröffentlichung brachte, ist nicht mehr im Detail zu klären. Möglicherweise wollte man mit diesen Veröffentlichungen Nikolai Timofejew im wissenschaftlichen Diskurs halten und unterstützen. Eine solche Unterstützung hatte Helena Timofejew definitiv nicht.

## Forschung im Ural (1955 bis 1964)
Nach Stalins Tod im März 1953 und der Amtsübernahme Chruschtschows verbesserten sich auch die Bedingungen für die Timofejews. Ende 1955 durften sie erstmals wieder nach Moskau reisen, eine Zuzugsgenehmigung nach oder eine Arbeitsgenehmigung für Moskau erhielt Nikolai Timofejew-Ressowski als nicht-rehabilitierter, ehemaliger Lagerhäftling nicht. Erstmals erwiesen sich auch die fehlenden akademischen Abschlüsse beider als Problem. Helena Timofejew musste ihrem Mann, der seit seiner Lagerhaft an einer Netzhautablösung der Augen litt, wissenschaftliche Dokumente vorlesen. Beide arbeiteten ab 1955 in der Abteilung für Radiobiologie und Biophysik des Instituts für Biologie der Uraler Filiale der Akademie der Wissenschaften der UdSSR (UFAN) mit offizieller Anschrift in Swerdlowsk. Kontakte, auch mit ausländischen Wissenschaftlern, waren wieder möglich, unterlagen aber staatlichen Kontrollen. In diesem Akademieinstitut schrieb  Helena Timofejew-Ressowski 1956 ihre Dissertation. Sie war damit formal besser ausgebildet als ihr Mann. Erst im Jahr 1964 nach zahlreichen Auseinandersetzungen bekam dieser den Doktorentitel verliehen. Helena Timofejew-Ressowski geriet jetzt, wo ihr Mann die Anerkennung im eigenen Lande zurückgewonnen hatte, wieder in dessen wissenschaftlichen Schatten.
1963 veröffentlichte sie den Sammelband Über die Verteilung von Radioisotopen nach Hauptkomponenten von Süßwasserspeichern. Die Artikel untersuchten die Anhäufung verschiedener Radioisotope in unterschiedlichen Süßwasserpflanzen. Aus diesen und anderen Veröffentlichungen der Jahre 1957 bis 1963 von Helena Timofejew-Ressowski kann geschlossen werden, dass ihr Forschungsschwerpunkt auf der Akkumulation von Radionukliden in Süßwasserorganismen lag. Die untersuchten Radionuklide Strontium-90 und Caesium-137 sind solche, die bei Kernspaltungsprozessen in Kernreaktoren anfallen und gegebenenfalls auch in die Natur gelangen. Helena Timofejew und ihr Mann prüften offensichtlich mögliche biologische Verfahren der Dekontaminierung. Helena Timofejew-Ressowski hatte die Idee entwickelt, radioaktiv verseuchtes Wasser über in bestimmter Art und Weise bepflanzte Kaskaden zu leiten, so dass die Bepflanzung die Radionuklide aufnahm und sammelte. Die Pflanzen konnten anschließend fachgerecht entsorgt werden.
Nikolai Timofejew-Ressowski veröffentlichte ab 1963 einzelne Aufsätze über Strahlen- und Cytogenetik. Er etablierte damit die genetische Forschung in der Sowjetunion wieder, die durch den Lyssenkoismus regelrecht abgerissen war. In diesem Zusammenhang erhielt er hochwertige ausländische wissenschaftliche Ehrungen. Zum 100-jährigen Jubiläum von Darwins Veröffentlichung der Entstehung der Arten erhielt Timofejew im Jahr 1959 zusammen mit Elisabeth Schiemann, Hans Stubbe und den bereits genannten Tschetwerikow, Muller und Dobzhansky die Darwin-Plakette der Leopoldina. Von der Akademie der Wissenschaften der USA bekam er 1966 die Kimber-Gold-Medal für Genetik verliehen. Zum 100-jährigen Jubiläum von Mendels Veröffentlichung bekam er 1970 die 1965 gestiftete Neue Mendel-Medaille der Leopoldina zugesprochen. Nikolai Timofejew konnte zwar keine dieser Ehrungen persönlich entgegennehmen. Seine Frau Helena dagegen wurde im Ausland fast kaum noch wissenschaftlich wahrgenommen.

## Die geschlossene Stadt Obninsk
1964 zogen Helena und Nikolai Timofejew in die „geschlossene Stadt“ Obninsk etwa 110 Kilometer südwestlich von Moskau. Hier war 1954 das weltweit erste zivile Kernkraftwerk (Kernkraftwerk Obninsk) gebaut worden. Der Besuch solcher Städte war aus Geheimhaltungsgründen weitgehend untersagt. Besuche bei den Timofejews erhielten durch diese Situation einen besonderen Reiz. Nikolai leitete die Abteilung Radiobiologie und Genetik am Institut für medizinische Radiologie der Akademie der Medizinischen Wissenschaften. Seine Frau Helena durfte, obwohl habilitiert, nur als Mitarbeiterin in einer seiner Forschungsgruppen wirken mit der formalen Begründung, dass sie das Rentenalter für Frauen von 55 Jahren bereits überschritten hatte. Die bei Männern analoge Regelung einer Verrentung mit 60 Jahren wurde dagegen in Akademieinstituten nie streng angewandt. Nikolai Timofejew erhielt Anfang der 1970er Jahre eine Stelle als „Konsultant“, als pensionierter, aber angestellter Wissenschaftler, am Akademie-Institut für medizinisch-biologische Probleme in Moskau. Für seine Frau Helena gab es keine solche Stelle. Nikolai Timofejew fuhr i. d. R. zweimal in der Woche in dieser Funktion nach Moskau, manchmal begleitet von Frau Helena. Auf diese Weise konnten beide 1972 ihre alten Berliner Kollegen Hans Stubbe und Georg Melchers in Moskau wiedersehen. Kurz danach, am 29. April 1973 verstarb Helena Timofejew-Ressowski in Obninsk.
Nikolai Timofejew-Ressowski war ab den frühen 1970er Jahren wieder eine bedeutende Persönlichkeit im intellektuellen Leben Moskaus geworden. Studenten und junge Forscherkollegen ermunterten ihn, seine Memoiren aufzuschreiben. In diesen Memoiren wie auch in der darauf aufbauenden Roman-Biografie zu Nikolai Timofejew von Daniil Granin traten die Forschungsverdienste von Helena Timofejew vollkommen in den Hintergrund. Nikolai Timofejew-Ressowski starb acht Jahre nach seiner Frau am 28. März 1981.
Erstmals im Mai 1998 erinnerte ein Zeitungsartikel in der Sowjetunion von S. V. Vonsovskij anlässlich des 100. Geburtstages von Helena Timofejew-Ressowski an diese Wissenschaftlerin. Zusammenfassend muss wohl konstatiert werden, dass Helena Timofejew-Ressowskis Forschungsverdienste über die Jahre hinweg systematisch kleingeredet und kleingeschrieben wurden. Es wurden sogar bestimmte Forschungsergebnisse wie diejenigen über die Dekontaminierung von radioaktiv verseuchtem Wasser an Pflanzungskaskaden, die explizit von Helena Timofejew erreicht wurden, später in der sowjetischen Forschungstradition ihrem Mann Nikolai zugeschrieben.

## Wissenschaftliche Veröffentlichungen (Auswahl)
- H. A. Timoféeff-Ressovsky, N. W. Timoféeff-Ressovsky: Über das phänotypische Manifestieren des Genotyps II. Über idio-somatische Variationsgruppen bei Drosophila funebris. In: Wilhelm Roux' Archiv für Entwicklungsmechanik der Organismen. Band 108, 1926, S. 146–170, doi:10.1007/BF02079288.
- H. A. Timoféeff-Ressovsky, N. W. Timoféeff-Ressovsky: Genetische Analyse einer freilebenden Drosophila-melanogaster-Population. In: Wilhelm Roux' Archiv für Entwicklungsmechanik der Organismen. Band 109, 1927, S. 70–109, doi:10.1007/BF02079096.
- H. A. Timoféeff-Ressovsky: Gynandromorphen und Genitalien-Abnormitäten bei Drosophila funebris. In: Wilhelm Roux' Archiv für Entwicklungsmechanik der Organismen. Band 113, 1928, S. 254–266, doi:10.1007/BF02081069.
- H. A. Timoféeff-Ressovsky: Röntgenbestrahlungsversuche mit Drosophila funebris. In: Naturwissenschaften. Band 18, 1930, S. 431–434, doi:10.1007/BF01492654.
- Helene Timoféeff-Ressovsky: Über phänotypische Manifestierung der polytopen (pleiotropen) Genovariation Polyphaen von Drosophila funebris. In: Naturwissenschaften. Band 19, 1931, S. 765–768, doi:10.1007/BF01520514.
- N. W. Timoféeff-Ressovsky, E. A. Timoféeff-Ressovsky: Populationsgenetische Versuche an Drosophila II. Aktionsbereiche von Drosophila funebris und Drosophila melanogaster. In: Zeitschrift für Induktive Abstammungs- und Vererbungslehre. Band 79, 1941, S. 35–43, doi:10.1007/BF02362209.